# سينوسيون
سينوسيون هو جنس من الأسماك البحرية ذات الزعانف الشعاعية التي تنتمي إلى عائلة البهاريات. تم العثور على هذه الأسماك قبالة سواحل أمريكا الشمالية والجنوبية في غرب المحيط الأطلسي وشرق المحيط الهادئ. تم إعطاء العديد من الأسماك في هذا الجنس الاسم الشائع السمك الضعيف.

## التصنيف
تم اقتراح سينوسيون لأول مرة كجنس أحادي النوع في عام 1861 من قبل عالم الأحياء الأمريكي ثيودور جيل مع جونيوس ريغاليس، وهو نوع نمطي تم وصفه في الأصل عام 1801 من نيويورك بواسطة ماركوس إليزر بلوخ ويوهان جي تي شنايدر.

## علم أصول الكلمات
سينوسيون هو مزيج من سينو، بمعنى "الكلب" ، في إشارة إلى زوج من أسنان الكلاب في الفك العلوي، مع سايون، الاسم اليوناني الحديث لـ شفش، والذي فضله جيل على لوتية لأنه لم يعجبه الصوت من سينوسينا. الاسم الشائع حالياً السمك الضعيف.

## الصفات
تمتلك الأسماك الضعيفة "سينوسيون" جسمًا مستطيلًا طوربيدًا يتم ضغطه لإعطائه مقطعًا عرضيًا بيضاويًا. الرأس منخفض، مع كون التاج صلبًا عند اللمس بدلاً من الإسفنج مع عيون متوسطة الحجم وفم مائل كبير. يوجد زوج من الأسنان الكبيرة المدببة الشبيهة بالكلاب في مقدمة الفك العلوي. لا توجد حدود أو مسام على الذقن. يكون السطح الأولي ناعمًا وغير مسنن ويتم قطع الزاوية العلوية للشق الخيشومي. الزعنفة الظهرية طويلة القاعدة ومحفورة بعمق بين 7 و 9 أشواك رقيقة وما بين 20 و 30 شعاعا. يتم دعم الزعنفة الشرجية بواسطة شوكتين صغيرتين، أقل من نصف طول شعاع الزعنفة الشرجية الأول، و 7 إلى 13 شعاعا رخيا. لديهم قشور كبيرة على الجسم و دواير على الرأس. يصل الخط الجانبي إلى منتصف نهاية الزعنفة الذيلية.

## الإنتشار
تم العثور على الأسماك الضعيفة "سينوسيون" قبالة الأمريكتين في شرق المحيط الهادئ وغرب المحيط الأطلسي التي توجد في المياه الاستوائية والمعتدلة الدافئة.